# Otopappus glabratus
Otopappus glabratus là một loài thực vật có hoa trong họ Cúc. Loài này được (J.M.Coult.) S.F.Blake mô tả khoa học đầu tiên năm 1915.